# Purple and Brown
Purple and Brown – brytyjski krótkometrażowy serial animowany wyreżyserowany przez Richa Webbera.

## Nagrody
- 2006: Nagroda BAFTA w kategorii najlepsza dziecięca krótkometrażówka (ang. "The Best Children's Short Form")[1][2][3]